# Тіамат
Тіамат (з аккадської: 𒀭𒋾𒀀𒆳 dti.amat, також 𒀭𒌓𒌈 dtam.tum) — у вавилонській міфології первісна богиня солоного моря та втілення космічного хаосу, що злившись разом зі своїм чоловіком Абзу, богом прісної води, породила інших богів. Заради помсти за вбивство Абзу пішла на богів війною. Бог Мардук убив її, а з частин її тіла створив світ.

## Походження імені
Ім'я Тіамат має глибоке коріння в давніх мовах Межиріччя, передусім в аккадській. Його основне походження пов'язане з аккадським словом tâmtu (𒀀𒀊𒁀; орфографічне запозичення від шемерського a.ab.ba; також шумерограма 𒀊 ab), що означає «море» або «океан». Цей лінгвістичний зв'язок підкреслює її первісну ідентичність як уособлення водного простору, підтверджуючи її фундаментальну роль у космогонії як самої сутності первісного моря. Цікаво, що деякі аккадські переписувачі «Енума Еліш» навіть замінювали власне ім'я ti'amat на звичайне слово tāmtu, оскільки ці два слова стали по суті однаковими через асоціацію.

## Образ і функції
В епосі «Енума Еліш», вавилонській поемі про створення світу, Тіамат постає втіленням первісного хаосу та неконтрольованої творчої сили; здатна як створювати життя з хаосу, так і забирати його. В кількох місцях епосу вона тотожна океану. На початку Тіамат існувала разом з богом прісної води Абзу. Через «священне злиття» солоної та прісної води вона створила наступне покоління богів. Тіамат дорожила своїм творінням і відмовилася його знищити, на відміну від Абзу, хоча боги дратували їх обох. Однак, коли бог Еа вбив Абзу, Тіамат твердо вирішила знищити своїх дітей і їхніх нащадків.
В «Енума Еліш» сказано, що Тіамат породила драконів та змій, людей-скорпіонів, людей-риб і людей-биків. Причому ніхто з дітей не подібні до своєї божественної матері, чи навіть не є суто морськими істотами. Далі за сюжетом епосу Тіамат набуває монструозної форми. Наведено перелік частин тіла Тіамат — вона має хвіст, стегна, живіт, груди, ребра, плечі, шию, голову, череп, очі, вуха, рот, губи, серце, вени, артерії, кров, але про її загальний вигляд не повідомляється. В образотворчому мистецтві Тіамат наочно зображалась як чудовисько: морська змія, дракон чи сухопутна істота, що поєднує ознаки багатьох тварин.

## У міфології

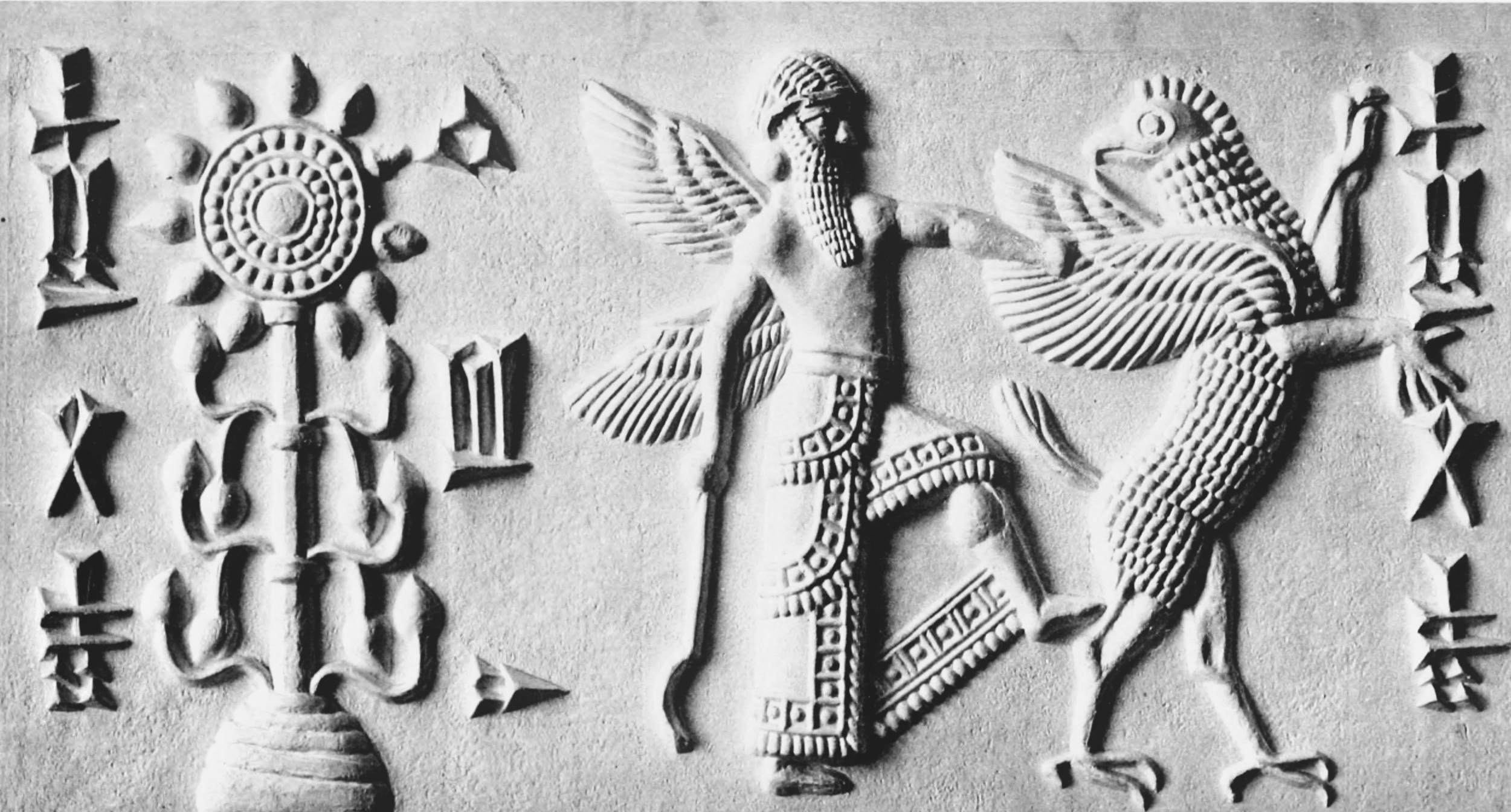
Мардук (ліворуч) б'ється з Тіамат. Печатка часів Нововавилонського царства.

Абсу та Тіамат, злившись, породили Лахму та Лахаму — богів-чудовиськ, що в свою чергу створили мул, з якого виникла первісна суша. Потім Лахму та Лахаму породили бога обрію Аншар і богиню землі Кішар, від яких виник бог неба Ану — батько бога повітря Еа та його братів.
Коли Еа з братами, веселячись, увійшли до води, Тіамат з Абсу розгнівались. Абзу вирішив знищити порушників, але Тіамат була проти цього. Абзу не послухався її та зі своє коханкою, чудовиськом Мамму, вирішив піти на бій проти богів. Еа, дізнавшись про це, зв'язав і убив Абзу, з його останків спорудив храм, а Мумму приборкав і ув'язнив.
Тоді Тіамат створила чудовиськ — людей-скорпіонів, людей-риб, людей-биків, зміїв, і їхнього командира Кінгу, — жахливих, з отрутою замість крові, та послала на війну проти решти богів. Еа та Ану спробували її відмовити від бою, але марно. Кінгу вона дала «скрижалі долі» на знак того, що її рішення остаточне.
Тоді боги наслали вітер, який став шматувати води океану, але боги не могли протистояти армії чудовиськ. Тому Еа та Дамкіна породили прекрасного бога сонця Мардука, рівного Кінгу. Бог обрію Аншар звернувся до Мардука за допомогою. Той погодився вбити Тіамат, якщо потім його визнають верховним богом. Еа влаштував Мардуку випробування і, визнавши достойним, відправив на бій з Тіамат.
Мардук озброївся блискавкою, довбнею й тенетами, воюючи якими змусив Тіамат постати в подобі чудовиська. Він переміг її та розрізав тіло Тіамат надвоє, з однієї половини створив небо, з іншої землю. Далі створив сонце та місяць, разом з Еа утворив сузір'я, встановив обов'язки богів, а з крові та кісток чудовиська Кінгу зробив людей, щоб вони служили богам.

## Трактування образу

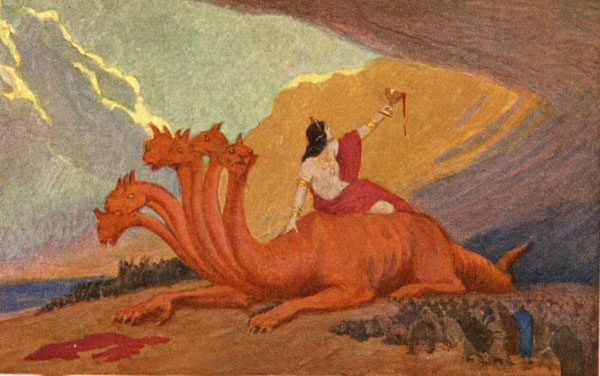
Можливо, Тіамат за століття трансформувалася в Вавилонську блудницю. Картина Гебхарда Фугеля, 1933 р.

Міф про Тіамат — один з найраніших міфів про утворення світу шляхом боротьби з первісним хаосом. Подібні міфи: хеттський міф про Іллуянку, грецький міф про Аполлона, який вбиває Пітона, щоб стати Дельфійським оракулом, чи скандинавський міф про битву Тора з Йормунгандом. У китайській конфуціанській міфології світ утворюється з безформної істоти Хунь-дуня.
У шумерів міф оповідав про боротьбу Енкі проти чудовиська Кур. У вавилонян трансформувався в оповідь про війну Мардука з Тіамат. Оформлення міфу датується 5-3 тис. років до н. е. Епос «Енума Еліш» виник у відомій тепер формі близько 1150 року до н. е., а в усній формі міг існувати ще в 1900 році до н. е.
Беттіна Лібовіц Кнапп описувала, що нечітка, мінлива природа Тіамат характерна багатьом божествам, які фігурують у міфах про часи до створення світу. Часто вони асоціюються з водою як непередбачуваною, хаотичною стихією, в якій може приховуватися будь-що. Таким чином, водний хаос постає символом невпорядкованого, випадкового створення. Тіамат породжує з води богів і чудовиськ, але також має силу знищувати їх. Водний хаос і волога взагалі в багатьох культурах характеризуються як жіночі стихії з огляду на появу дитини в навколоплідних водах. Тож Тіамат постає в міфології космічною утробою, протоматерією, що творить і водночас «пожирає» своє творіння. Абзу як сила цілеспрямованого творення дає початок постійності в світі. Коли боги вбивають його, буття втрачає повноцінність.
Виникнення міфу про боротьбу з Тіамат також пов'язується зі зміною культу, за якого старий пантеон було замінено новим. Відповідно, нові божества поставали переможцями хаотичних, монструозних старих. Роберт Грейвс вважав, що колишній пантеон очолювався жіночим божеством і битва богів проти Тіамат відображає заміщення матріархального культу патріархальним.
У другій половині XIX століття вавилонські міфи активно досліджувалися в їх зв'язку з юдаїзмом і християнством. Такі дослідники, як Герберт Райл, Натан Боддінгтон, Джозеф Вільям Рейнольдс вважали Тіамат предтечею образу змія-спокусника, описаного в Біблії. Беттіна Лібовіц Кнапп вважала, що Тіамат також вплинула на формування образу Вавилонської блудниці. Крім того, описом водного хаосу починаються як «Енума Еліш», так і Біблія.

## У сучасній культурі
Хоча багато сучасних авторів описують Тіамат як морського змія чи дракона, такий вигляд не підтверджується оригінальними текстами. Сучасний образ Тіамат як п'ятиголової дракониці, кожна голова якої різна, походить з 1970-х років з настільної рольової гри Dungeons & Dragons. У медіафраншизі, заснованій на цій грі, Тіамат — богиня жадоби в світі «Forgotten Realms», та цариця всіх злих драконів. «Forbes» у 2014 році визнав Тіамат «найжахливішим драконом в D&D».
Також, «Tiamat» — шведський музичний гурт, що грає у стилі метал.